# TBSテレビ系列平日午前のワイドショー枠
TBSテレビ系列平日午前のワイドショー枠（ティービーエステレビけいれつへいじつごぜんのワイドショーわく）は、TBSテレビをはじめとするJNN系列で、平日（月曜日 - 金曜日）の午前（8 - 10時台）に放送されているワイドショー（生活情報番組、情報バラエティ番組）の一覧である。
TBSでは1996年、TBSビデオ問題により一旦「ワイドショー撤退」（なお、TBSのワイドショーは2004年秋に『（特）情報とってもインサイト』を持って復活している）を宣言した。その間、同時間帯に放送された「生活情報番組」、また、2021年にはこの枠から再度ワイドショーが撤退されるのに伴い同時間帯に「情報バラエティ番組」に関しても記載することとする。ただし、「情報バラエティ番組」の枠は、情報制作局（旧TBSライブ）からコンテンツ制作局（旧TBSエンタテインメント）に部署が変更されているため、厳密にはそれまでのワイドショー等とは別の枠である。

## 歴史

### 朝のワイドショー参戦
- 1966年1月31日：NET『モーニングショー』、フジテレビ『小川宏ショー』の成功を見たTBSは、早速東宝俳優・小林桂樹をキャスターにした『おはよう・にっぽん』で朝のワイドショー戦線に加入。
- 1968年9月13日『おはよう・にっぽん』が終了。朝のワイドショーから2年9ヶ月程で撤退（1度目）。
- 1971年4月：『モーニングジャンボ』で3年半ぶりに復活。
- 1972年4月3日：『モーニングジャンボ奥さま8時半です』にリニューアルし、12年続く人気番組に。
- 1984年5月7日：『森本毅郎さわやかワイド』を開始。
- 1984年11月5日：『森本ワイド モーニングEye』開始。
- 1987年10月5日森本毅郎が『JNNニュース22プライムタイム』に起用されたのを機に、新たに山本文郎（当時TBSアナウンサー）を起用して『モーニングEye』に変更。
- 1996年9月27日：TBSビデオ問題により、『モーニングEye』終了。ワイドショーからも一旦撤退（2度目）。

### TBSビデオ問題によるワイドショー撤退
- 1996年9月30日：芸能情報などのニュース関連を一切廃し、生活情報番組に大変更した『はなまるマーケット』が開始。その斬新さによって一躍人気番組となり、以後2014年3月28日まで継続する運びとなった。
- 2014年3月31日：『はなまるマーケット』に代わり『いっぷく!』が開始。『はなまるマーケット』までは一貫して8:30開始となっていたが、『いっぷく!』は8:00開始となる。またこの番組では生活情報に加え、芸能・時事・スポーツ関連のニュースも扱うが、視聴率低迷のため2015年3月27日をもって開始から1年で終了。

### ワイドショー再開
- 2015年3月30日：『いっぷく!』に代わり『ビビット』が開始。『いっぷく!』までは生活情報をメインとしていたが、『ビビット』では芸能情報や時事問題を多めに取り入れるなどTBS系列のこの時間帯は『モーニングEye』以来19年ぶりにワイドショー番組が復活する。
- 2019年9月30日：『ビビット』に代わり『グッとラック!』が開始。しかし視聴率低迷などのため2021年3月26日で終了と共に朝のワイドショー枠を廃枠とし、これで3度目の撤退。

### 情報バラエティ番組枠へ
- 2021年3月29日：バラエティ番組としての新枠を設置。『ジョブチューン』等のバラエティ番組を制作するチームが制作する（生活）情報バラエティ番組『ラヴィット!』が開始[1]。

## 放送番組

### 第1期ワイドショー
- おはよう・にっぽん（1966年1月31日 - 1968年9月13日）

### 一時廃枠
この間、『ポーラテレビ小説』の再放送と『あなたの映画劇場』を放送。

### 第2期ワイドショー
- モーニングジャンボ（1971年4月 - 1972年3月）
- モーニングジャンボ奥さま8時半です（1972年4月3日 - 1984年5月4日）
- 森本毅郎さわやかワイド（1984年5月7日 - 11月2日）
- 森本ワイド モーニングEye（1984年11月5日 - 1987年10月2日）
- モーニングEye（1987年10月5日 - 1996年9月27日）

### 生活情報番組
- はなまるマーケット（1996年9月30日 - 2014年3月28日） - 放送中に制作主体が東京放送からTBSライブ→TBSテレビ情報制作局へ変更。

### 情報番組
- いっぷく!（2014年3月31日 - 2015年3月27日）- この番組から8時開始。

### 第3期ワイドショー
- 白熱ライブ ビビット→ビビット（2015年3月30日 - 2019年9月27日）
- グッとラック!（2019年9月30日 - 2021年3月26日）

### 情報バラエティ番組
- ラヴィット!（2021年3月29日 - ） - コンテンツ制作局（旧TBSエンタテインメント）制作。